# Kennedytunnel

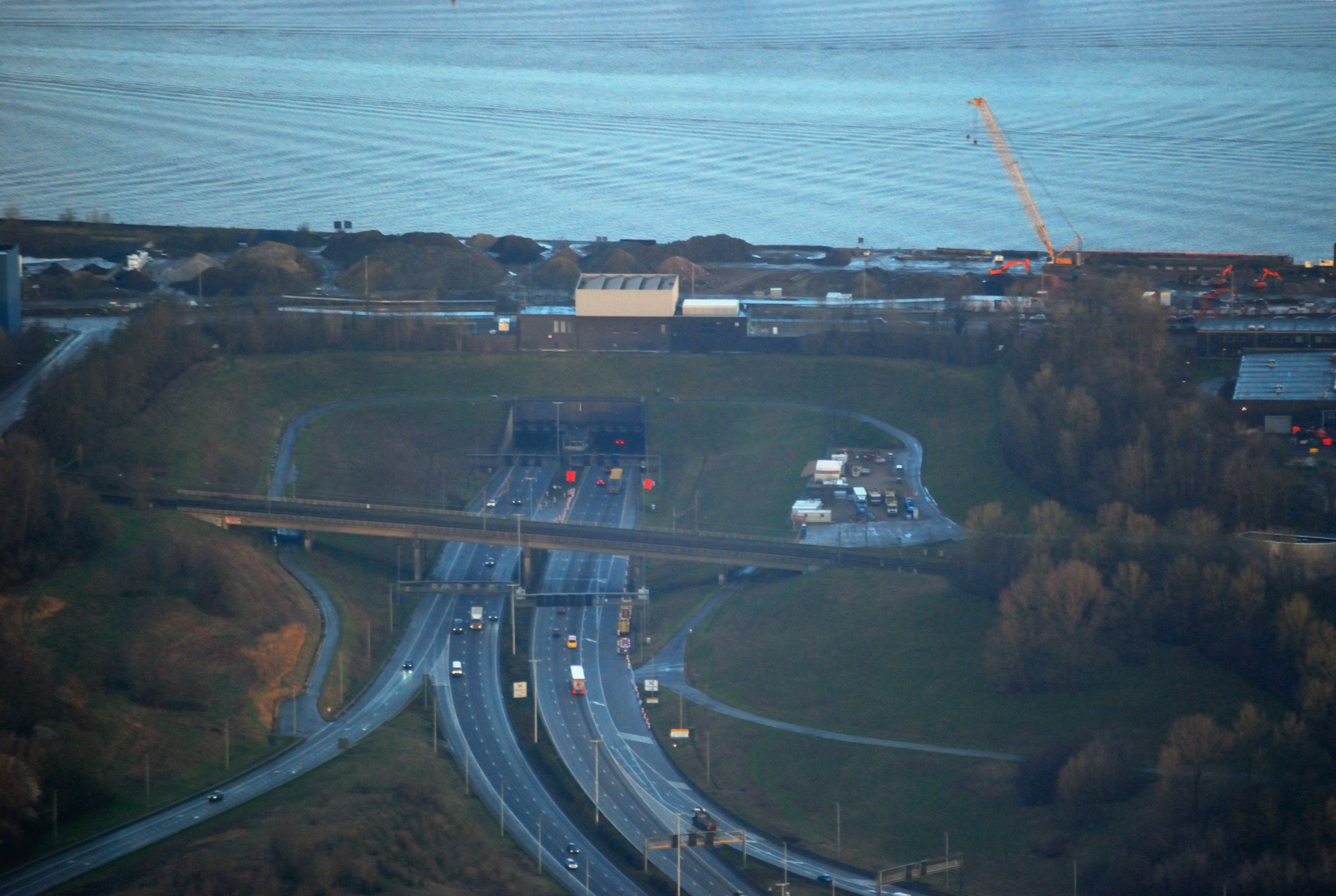
Oostelijke in- en uitgang van de tunnel

De Kennedytunnel is een belangrijke tunnel voor auto-, spoor- en fietsverkeer onder de Schelde ten zuiden van Antwerpen. Hij werd door koning Boudewijn op 31 mei 1969 geopend en is genoemd naar John F. Kennedy, de 35e president van de Verenigde Staten.
De tolvrije autotunnel verbindt de E17 en E34 met de R1 (Ring rond Antwerpen) en dus onrechtstreeks ook met de snelwegen A12, E19 en E313. Doordat het gemotoriseerd verkeer enorm is toegenomen sinds de bouw van deze tunnel, staan er vrijwel dagelijks lange files voor beide tunnelingangen.

## Constructie
De plannen voor deze tunnel dateren van eind jaren vijftig. Tussen 1945 en 1960 vervijfvoudigde het verkeer door de Waaslandtunnel en eind jaren vijftig reden dagelijks meer dan 38.000 voertuigen door die tunnel. Aan beide zijden leidde dit tot veelvuldige files. Daarom werd een tweede oeververbinding noodzakelijk geacht. In 1958 werd het tracé van de E3 vastgesteld (het Belgische deel werd later E17). Hierna werd een aanbestedingswedstrijd uitgeschreven voor een brug of tunnel. Minister Georges Bohy koos in 1963 voor de bouw van een tunnel in plaats van een brug in navolging van adviezen van technici. De werken begonnen op 4 september 1964.
De afgezonken tunnel heeft een lengte van 690 meter en bestaat uit vier kokers die op 15 meter onder de zeespiegel liggen:
- twee tunnelbuizen voor het autoverkeer, met elk een inwendige breedte van 14,25 m (2×3 rijstroken), oorspronkelijk berekend voor een verkeerscapaciteit van 4500 tot 5000 voertuigen per uur per richting (1969).
- een evacuatiekoker in het midden met een breedte van 4 m, ingericht als fietstunnel met toegangsliften met een lengte van 2,85 m.[3]
- een koker voor het treinverkeer (aan de noordzijde van de autokokers) met een breedte van 10,50 m.

Het centrale gedeelte van de tunnel onder de Schelde werd uitgevoerd door middel van vijf in een nabijgelegen droogdok gebouwde caissons, die ter plaatse afgezonken werden. De uitvoering werd aanbesteed voor een bedrag van 3,1 miljard frank (ongeveer 80 miljoen euro).

## Wegverkeer
Door de Kennedytunnel loopt de autosnelweg R1 (Ring rond Antwerpen). In 1969 werd de tunnel voor het wegverkeer geopend.
Na een zwaar, dodelijk verkeersongeval op 3 oktober 2006 werd op 9 oktober 2006 in de tunnel voor wegverkeer een snelheidsbeperking tot 70 km/u van kracht (op werkdagen, tussen 6.00 en 20.00 uur). In de tunnel voor het wegverkeer geldt een doorritverbod voor voertuigen die ontplofbare stoffen of sommige brandbare stoffen in colli of brandbare stoffen in tanks vervoeren. Oorspronkelijk werd het ADR-verkeer zuidwaarts afgeleid via de Scheldebrug in Temse en de Boomse steenweg of de E19. Sinds de voltooiing van de Liefkenshoektunnel wordt dit verkeer noordwaarts naar deze tunnel afgeleid.
In 2007 werd de tunnelveiligheid geïnspecteerd door het European Tunnel Assessment Programme (EuroTAP). Omwille van de ondermaatse score inzake het beheer van de communicatie en de noodgevallen daalde de veiligheidswaardering van de tunnel van 'acceptable' naar 'poor'. Als onderdeel van het Trans-Europees netwerk moet de tunnel uiterlijk tegen april 2014 voldoen aan de minimale veiligheidsvereisten opgelegd door de Europese Commissie. In antwoord daarop kondigde de Vlaamse overheid in 2007 aan dat een reeks onderzoeken worden opgestart voor het verminderen van het veiligheidsrisico in de tunnel. De nota voorziet dat de hellingsgraad van alle toeritten naar de tunnel maximaal tot 3 % zal beperkt worden en dat de tunnel zal voorzien worden van een evacuatieverlichting en een radiofrequentie voor het leveren van noodinformatie. Verschillende maatregelen om de training en de communicatie van de hulpdiensten te verbeteren werden eveneens in het rapport aangekondigd.
De Vlaamse minister Theo Kelchtermans lanceerde op 17 juli 1992 een denkoefening om vrachtverkeer ook in de Kennedytunnel tol te laten betalen. De toenemende verkeersdruk wil men in de toekomst beheersen door de bouw van de Oosterweelverbinding. Vanaf dan zou volgens die plannen alle vrachtverkeer door de Kennedytunnel verboden worden. In haar beslissing van 28 maart 2009 naar aanleiding van de grondige studie van het onafhankelijk onderzoek betreffende de Oosterweelverbinding bevestigde de Vlaamse regering dat ze het vrachtverkeer in de Kennedytunnel zal verbieden zolang het niet mogelijk of toegelaten is afzonderlijk tol te heffen voor vrachtwagens in deze tunnel. Tevens erkende de Vlaamse regering toen ook dat zelfs na de bouw van de Oosterweelverbinding en de invoering van een vrachtverbod in de tunnel de bezettingsgraad van de Kennedytunnel zeer hoog zal blijven.

## Spoorwegverkeer
De tunnel heeft een koker bedoeld voor spoorverkeer op de spoorlijn 59 Antwerpen - Gent. Op 1 februari 1970 reed de eerste trein door de Kennedytunnel.
De spoortunnel is 10,50 meter breed. Er ligt één spoor per richting.

## Kennedyfietstunnel
De Kennedyfietstunnel, die ook toegankelijk is voor voetgangers, heeft in het midden een breedte van 4 meter. De uitgangen van deze tunnel bevinden zich op het grondniveau, dat bereikt kan worden via de toegangsliften of de trappen.
De toegangsliften hebben een lengte van 2,85 meter. De trappen bevinden zich naast de liften. Omdat er af en toe defecten of onderbrekingen zijn bij deze liften, of verderop bij de Sint-Annatunnel of het Sint-Annaveer, heeft wegbeheerder Agentschap Wegen en Verkeer een website en sinds 2020 een smartphone-app, waar men de huidige en geplande toegankelijkheid van deze drie fiets- en voetgangersverbindingen kan raadplegen. Er wordt ook maandelijks een preventief onderhoud uitgevoerd aan de liften.
De Kennedyfietstunnel verbindt de fietssnelwegen F4 en F41 op linkeroever met de FR10 en F13 op rechteroever.
Doordat de nooduitgangen voor de snelweg uitkomen op deze tunnel heeft deze ook de functie van nood- en evacuatiekoker. De tunnel is voorzien van veiligheidscamera's en wordt permanent verlicht.